# Liste der Naturdenkmale in Müllenbach (bei Mayen)
Die Liste der Naturdenkmale in Müllenbach nennt die im Gemeindegebiet von Müllenbach ausgewiesenen Naturdenkmale (Stand 25. März 2024).

## Naturdenkmale
| Nr.         | Bezeichnung               | Lage                                        | Beschreibung | Bild                                    |
| ----------- | ------------------------- | ------------------------------------------- | ------------ | --------------------------------------- |
| ND-7135-430 | Linde „Am Mühlenkäulchen“ | südlich des Ortes; Flur In den Peschen Lage | Tilia sp.    | Direkt Bild zu diesem Denkmal hochladen |
| ND-7135-431 | Linde „Im Heinert“        | südwestlich des Ortes; Flur Im Seufen Lage  | Tilia sp.    | Direkt Bild zu diesem Denkmal hochladen |